# Campeonato Mundial de Voleibol de Praia Sub-23
Campeonato Mundial de Voleibol de Praia Sub-23 (FIVB Beach Volleyball U23 World Championships) é a competição de voleibol de praia mundial na categoria Sub-23 organizada pela Federação Internacional de Voleibol (FIVB). Não é realizado desde a segunda edição, em 2014.

## Quadro de medalhas

### Masculino
| Ordem | País    | Medalha de ouro | Medalha de prata | Medalha de bronze | Total |
| ----- | ------- | --------------- | ---------------- | ----------------- | ----- |
| 1     | Polônia | 2               | 0                | 0                 | 2     |
| 2     | Brasil  | 0               | 1                | 1                 | 2     |
| 3     | Noruega | 0               | 1                | 0                 | 1     |
| 4     | Áustria | 0               | 0                | 1                 | 1     |

### Feminino
| Ordem | País           | Medalha de ouro | Medalha de prata | Medalha de bronze | Total |
| ----- | -------------- | --------------- | ---------------- | ----------------- | ----- |
| 1     | Alemanha       | 1               | 0                | 0                 | 1     |
| 1     | Austrália      | 1               | 0                | 0                 | 1     |
| 3     | Brasil         | 0               | 1                | 0                 | 1     |
| 3     | Estados Unidos | 0               | 1                | 0                 | 1     |
| 5     | Canadá         | 0               | 0                | 2                 | 2     |

### Geral
| Ordem | País           | Medalha de ouro | Medalha de prata | Medalha de bronze | Total |
| ----- | -------------- | --------------- | ---------------- | ----------------- | ----- |
| 1     | Polônia        | 2               | 0                | 0                 | 2     |
| 2     | Alemanha       | 1               | 0                | 0                 | 1     |
| 2     | Austrália      | 1               | 0                | 0                 | 1     |
| 4     | Brasil         | 0               | 2                | 1                 | 3     |
| 5     | Estados Unidos | 0               | 1                | 0                 | 1     |
| 5     | Noruega        | 0               | 1                | 0                 | 1     |
| 7     | Canadá         | 0               | 0                | 2                 | 2     |
| 8     | Áustria        | 0               | 0                | 1                 | 1     |